# Euprosopia mica
Euprosopia mica är en tvåvingeart som beskrevs av Mcalpine 1973. Euprosopia mica ingår i släktet Euprosopia och familjen bredmunsflugor. Inga underarter finns listade i Catalogue of Life.